# 貓鯊級潛艇
| 貓鯊級潛艇             | 貓鯊級潛艇                                                                         |
| ---------------------- | ---------------------------------------------------------------------------------- |
| USS Amberjack (SS-219) |                                                                                    |
| 艦級概観               |                                                                                    |
| 艦種                   | 潛艇                                                                               |
| 艦名                   | 魚名                                                                               |
| 前級                   | 鯖魚級潛艇                                                                         |
| 次級                   | 巴劳鱵级潜艇                                                                       |
| 性能諸元               |                                                                                    |
| 排水量                 | （水上/水中）：1,825頓 / 2,410頓                                                   |
| 全長                   | 95公尺                                                                             |
| 全寬                   | 8.2公尺                                                                            |
| 吃水                   | 4.6公尺                                                                            |
| 動力系統               | 4座柴油引擎共6500馬力（4百8十万瓦特） 4座電動機共2,740hp（2百万瓦特）、2軸推進     |
| 最大航速               | （水上/潛航）：20.75節 / 8.75節                                                    |
| 續航距離               | 水上：21,900公里（11,800海里）/ 20.75節 水中：177.6公里（96海里）/ 2節             |
| 安全潜航深度           | 90公尺                                                                             |
| 乘員                   | 60名                                                                               |
| 武装                   | 21英寸（533 mm）魚雷發射管10門（艦首6門、艦尾4門） 3英寸（76 mm）砲1門 20mm機砲2門 |

貓鯊級潛艇（Gato class submarine，有時又直接音譯為加托級）是美國海軍在第二次世界大戰中使用過的一個潛艇級別，屬於使用柴油引擎及電動機的傳統動力潛艇。其與後繼的巴劳鱵級潜艇（Balao class）與丁鱥級潛艇（Tench class），共同構成了第二次大戰時美國海軍的潛艇艦隊主力。如同當時其他的美軍潛艇，建造數量達77艘的貓鯊級潛艇，全都是以水中生物的名稱作為艦名。

## 設計
貓鯊級潛艇繼承河豚級（Tambor class）潛艇的設計，將其大型化並延長了水下及水面的續航距離。

## 作戰經歷
這些潛艇對日本和德國進行通商破壞，堵塞戰略物資運輸，成為戰爭勝利的幕後功臣。在太平洋戰爭初期由於珍珠港事件的嚴重損失，太平洋艦隊沒有足夠軍艦去阻止日軍咄咄逼人的攻勢，潛艇部隊（主要是貓鯊級）發起聞名的「狼群作戰」打擊日本通往太平洋諸島的交通線，給太平洋艦隊寶貴備戰時間，得以在後來中途島海戰、瓜達爾卡納爾島戰役扭轉局勢，最終擊潰日本聯合艦隊。
正當美日雙方陷入血腥的瓜達爾卡納爾島戰役，太平洋艦隊因為四次海戰（第一、二、三次所羅門海戰、聖克魯茲海戰）損失慘重時，貓鯊級潛艇再度發揮巨大的作用，襲擊日本運輸艦隊，孤立該島日軍使美軍獲得最後勝利，有海軍歷史學者曾誇張的說：「瓜達爾卡納爾的日軍在後來得親手割稻為糧，因為已經沒有補給了。（貓鯊級潛艇把日軍運輸線切斷了。）」其實日軍的補給並非全為美軍潛艇所阻止，一大部分是被企業號等美軍投入的水面艦隊及進駐瓜達爾卡納爾島亨得森機場的「仙人掌」航空隊所攔阻。即使如此，潛艇仍功不可沒。
除了打擊運輸線，貓鯊級在戰役場面表現也相當亮眼，菲律賓海海戰中竹莢魚號潛艇（USS Cavalla SS-244）擊沉日本海軍航空母艦「翔鶴」，青花魚號潛艇（USS Albacore SS-218）擊沉航空母艦「大鳳」，在該戰役中取得比美國航空母艦更輝煌的戰績（航空母艦部隊僅擊沉一艘「飛鷹」號）。還有雷伊泰灣海戰的錫布延海戰中，鏢鱸號潛艇（USS Darter SS-227）擊沉重巡洋艦「愛宕」，而鰷魚號（USS Dace SS-247）則是立下擊沉重巡洋艦「摩耶」的戰績。

## 戰後用途
戰爭結束之前魮魚號潛艇（USS Barb SS-220）、銀漢魚號潛艇（USS Silversides SS-236）、松鯛號潛艇（USS Flasher SS-249）與紅石魚號潛艇（USS Rasher SS-269）擊沉了共計90,000噸以上的軍艦和船隻。戰後，各艦有不同的處理，有的被作為訓練軍艦和靶艦使用，也有些被美國轉移給其他盟國，像日本海上自衛隊的翼齒鯛號（USS Mingo SS-261）等。在數量眾多的貓鯊級潛艇中，有六艘被美國保存下來作為展示用途，分別是：
- 竹莢魚號潛艇（英语：USS Cavalla (SS-244)）（USS Cavalla SS-244）：在德州加爾維斯敦的海狼公園（Seawolf Park）中展示。
- 海鱺號潛艇（英语：USS Cobia (SS-245)）（USS Cobia SS-245）：在威斯康辛海事博物館（Wisconsin Maritime Museum）中展示。
- 鼓魚號潛艇（英语：USS Drum (SS-228)）（USS Drum SS-228）：在阿拉巴馬州莫比爾的戰艦紀念公園（Battleship Memorial Park）中展示。
- 鱈魚號潛艇（英语：USS Cod (SS-224)）（USS Cod SS-224）：在俄亥俄州克里夫蘭展示。
- 石首魚號潛艇（英语：USS Croaker (SS-246)）（USS Croaker SS-246）：在紐約州水牛城展示。
- 銀漢魚號潛艇（英语：USS Silversides (SS-236)）（USS Silversides SS-236）：在密西根州马斯基根展示。